# Gare de Sanyo Shioya
La gare de Sanyo-Shioya (山陽塩屋駅, Sanyo-Shioya-eki) est une gare ferroviaire localisée dans la ville de Kobe, dans la préfecture de Hyōgo au Japon. La gare est exploitée par la compagnie Sanyo Electric Railway, sur la ligne principale Sanyo Electric Railway. Le numéro de la gare est SY-08.

## Situation ferroviaire
Établie à 8 mètres d'altitude, la gare de Sanyo-Shioya est située au point kilométrique (PK) 6.8 de la ligne principale Sanyo Electric Railway. 

## Service des voyageurs

### Desserte
La gare de Sanyo-Shioya est une gare disposant de deux quais et de deux voies.
| N° de voie    | Ligne                    | Direction       |
| ------------- | ------------------------ | --------------- |
| côté mer      | ▆ Ligne principale Sanyō | Akashi - Himeji |
| côté montagne | ▆ Ligne principale Sanyō | Kobe - Osaka    |

Sanyo Electric Railway
Ligne principale  Sanyo
Local
Takinochaya - Sanyo-Shioya - Sumaura-Kōen
- On trouvera également dans le périmètre immédiat de la gare, la gare Shioya sur la ligne JR Kobe.